# Teoria di KTHNY
In fisica, in particolare meccanica statistica e fisica della materia condensata, la teoria di Kosterlitz-Thouless-Halperin-Nelson-Young, abbreviata in teoria di KTHNY, costituisce una descrizione del processo di fusione dei cristalli bidimensionali (2D). Il nome deriva dai cognomi di John Michael Kosterlitz, David J. Thouless, Bertrand Halperin, David R. Nelson, e A. Peter Young, che svilupparono tale teoria nel corso degli anni settanta. Si tratta, assieme al modello di Ising in 2D e al modello XY sempre in 2D,  di uno dei pochi modelli di meccanica statistica in grado di essere risolto analiticamente predicendo una transizione di fase ad una temperatura finita {\displaystyle T>0}.
L'idea principale è che tale processo di fusione sia mediata dalla dissociazione dei difetti topologici che si formano nel cristallo nei pressi della temperatura di fusione, fenomeno che porta alla distruzione dell'ordine del cristallo (vedere transizione di Kosterlitz-Thouless). Tale processo avviene però in due passaggi separati, prima con la rottura dell'ordine posizionale (legato alla simmetria rispetto a traslazioni), e poi con quella dell'ordine orientazionale (legato alla simmetria rispetto a rotazioni).

## Descrizione

### Contesto storico
All'inizio degli anni settanta Michael Kosterlitz e David Thouless cercavano di risolvere una contraddizione riguardante i cristalli in due dimensioni: da un lato, il teorema di Mermin-Wagner afferma non si può avere in due dimensioni una rottura spontanea di una simmetria continua. Ciò implica che nei cristalli bidimensionali è esclusa la possibilità di avere ordine posizionale perfetto a lungo raggio. D'altro canto, le primissime simulazioni di dinamica molecolare da parte di Berni Alder e Thomas E. Wainwright prevedevano il verificarsi della cristallizzazione anche in due dimensioni. La teoria KTHNY mostra implicitamente che la periodicità perfetta non è un criterio necessario per un solido (ciò è già indicato dall'esistenza di solidi amorfi come i vetri). Secondo la definizione di Kosterlitz, ciò che definisce un solido in due dimensioni è la presenza di un modulo di taglio non nullo.
Kosterlitz e Thouless proposero che le coppie di dislocazioni virtuali, generate dall'eccitazione termica, inducano un ammorbidimento del cristallo (descritto dalla teoria del gruppo di rinormalizzazione)  durante il riscaldamento del sistema. Alla dissociazione delle dislocazioni si associa un simultaneo azzeramento del modulo di taglio, indicando la transizione a una fase fluida. Per l'idea di una transizione di fase dovuta alla dissociazione di coppie di difetti topologici (nota come transizione di Kosterlitz-Thouless) avrebbero ricevuto il Premio Nobel per la fisica nel 2016.

La dissociazione delle coppie di dislocazioni (parte superiore) distrugge l'ordine posizionale, ma l'ordine orientazionale è ancora visibile (indicato dalle linee nere).L'ulteriore dissociazione delle dislocazioni in coppie di disclinazioni (parte inferiore) distrugge l'ordine orientazionale.

Sulla base di questo lavoro, alcuni anni dopo David Nelson e Bertrand Halperin dimostrarono che la fase risultante non è ancora un fluido isotropo, bensì un cristallo liquido esatico. Partendo da un reticolo esagonale (che è la struttura più densa in due dimensioni), la fase esatica possiede un sestuplice campo direttore, ossia invariante per rotazioni di 60° (un sesto dell'angolo giro). Tale ordine orientazionale scompare solo a causa delle dissociazioni di una seconda classe di difetti topologici, denominati disclinazioni. Peter Young calcolò poi l'esponente critico della lunghezza di correlazione in corrispondenza nella transizione tra la fase cristallina e quella esatica.
La teoria di KTHNY prevede due transizioni di fase continue, escludendo quindi la possibilità di coesistenza fra fasi diversi o la presenza di un calore latente non nullo associato a tali transizioni.

### Ordine e disordine
Le fasi termodinamiche possono essere caratterizzate in base al fatto se posseggano ordine posizionale e orientazionale discreto o continuo, ossia se siano invarianti rispetto a traslazioni e rotazioni in modo discreto o continuo. Tali proprietà possono essere investigate considerando due parametri d'ordine e le corrispondenti funzioni di correlazione.
Se la posizione degli atomi (o in generale delle particelle costituenti) è nota, allora l'ordine posizionale può essere determinato mediante la funzione di correlazione posizionale {\displaystyle G_{\vec {G}}({\vec {R}})}, come funzione della distanza fra i siti del reticolo alla posizione {\displaystyle {\vec {R}}} e a quella {\displaystyle {\vec {0}}}, basata sulla funzione densità bidimensionale {\displaystyle \rho _{\vec {G}}({\vec {R}})=e^{i{\vec {G}}\cdot [{\vec {R}}+{\vec {u}}({\vec {R}})]}} nello spazio reciproco:
{\displaystyle G_{\vec {G}}({\vec {R}})=\langle \rho _{\vec {G}}({\vec {R}})\cdot \rho _{\vec {G}}^{\ast }({\vec {0}})\rangle }.
Il vettore {\displaystyle {\vec {R}}} punta verso un sito del cristallo, dove l'atomo può fluttuare, a causa dell'agitazione termica, con ampiezza {\displaystyle {\vec {u}}({\vec {R}})}. {\displaystyle {\vec {G}}} è il vettore reciproco nello spazio di Fourier, mentre le parentesi angolari denotano una media statistica fra tutte le coppie di atomi poste a distanza {\displaystyle |{\vec {R}}|}.

Il j-esimo vicino della i-esima particella definisce il sestuplice campo direttore.

L'ordine orientazionale può essere determinato considerato il campo direttore locale di una particella nella posizione {\displaystyle {\vec {r}}_{i}}, basato sull'angolo {\displaystyle \theta _{ij}} fra la posizione della particella {\displaystyle i} e quella della {\displaystyle j}-esima particella prima vicina (adiacente), con molteplicità 6. Se {\displaystyle N_{i}} è il numero di primi vicini, il parametro d'ordine orientazionale è dunque:
{\displaystyle \Psi ({\vec {r}}_{i})={\frac {1}{N_{i}}}\sum _{j=1}^{N_{i}}e^{i6\theta _{ij}}}.
{\displaystyle \Psi } è un numero complesso con modulo {\displaystyle |\Psi ({\vec {r}})|\leq 1}, la cui fase corrisponde dunque al campo direttore, con sestuplice molteplicità. In un cristallo esagonale, tale campo corrisponde semplicemente agli assi di simmetria del cristallo, mentre in corrispondenza di particelle con 5 o 7 vicini assume localmente un valore {\displaystyle \Psi \sim 0}, a parte un piccolo contributo dovuto all'agitazione termica, in quanto tali particelle corrispondono a difetti del cristallo (dislocazioni e disclinazioni). La funzione di correlazione orientazionale fra due particelle {\displaystyle i} e {\displaystyle k}, poste alla distanza {\displaystyle {\vec {r}}={\vec {r}}_{i}-{\vec {r}}_{k}}, è quindi definita come:
{\displaystyle G_{6}({\vec {r}})=\langle \Psi ({\vec {r}}_{i})\cdot \Psi ^{\ast }({\vec {r}}_{k})\rangle },
dove le parentesi angolari denotano la media statistica fra tutte le coppie di particelle poste ad una distanza {\displaystyle |{\vec {r}}|=r}.
La prima transizione separa una fase solida, avente ordine posizionale quasi a lungo raggio (la funzione di correlazione posizionale {\displaystyle G_{\vec {G}}({\vec {R}})} decade a legge di potenza) e ordine orientazionale a lungo raggio (la funzione di correlazione orientazionale {\displaystyle G_{6}({\vec {r}})} tende ad un valore costante non nullo) dalla fase esatica, caratterizzata da ordine posizionale a corto raggio ({\displaystyle G_{\vec {G}}({\vec {R}})} decade in modo esponenziale) e un ordine orientazionale quasi a lungo raggio ({\displaystyle G_{6}({\vec {r}})} decade a legge di potenza). La seconda transizione di fase separa la fase esatica dal fluido isotropo, dove sia l'ordine posizionale che quello orientazionale sono a corto raggio ({\displaystyle G_{\vec {G}}({\vec {R}})} e {\displaystyle G_{6}({\vec {r}})} decadono entrambe in modo esponenziale). 
| fase                        | ordine posizionale                                                                          | ordine orientazionale                                                             | difetti                      |
| --------------------------- | ------------------------------------------------------------------------------------------- | --------------------------------------------------------------------------------- | ---------------------------- |
| cristallo                   | quasi a lungo raggio: {\displaystyle G_{\vec {G}}({\vec {R}})\propto R^{-\eta _{\vec {G}}}} | lungo raggio: {\displaystyle \lim _{r\to \infty }G_{6}({\vec {r}})\propto const.} | assenza di difetti           |
| fluido esatico (anisotropo) | corto raggio: {\displaystyle G_{\vec {G}}({\vec {R}})\propto e^{-R/\xi _{\vec {G}}}}        | quasi a lungo raggio: {\displaystyle G_{6}({\vec {r}})\propto r^{-\eta _{6}}}     | dislocazioni                 |
| fluido isotropo             | corto raggio: {\displaystyle G_{\vec {G}}({\vec {R}})\propto e^{-R/\xi _{\vec {G}}}}        | corto raggio: {\displaystyle G_{6}({\vec {r}})\propto e^{-r/\xi _{6}}}            | dislocazioni e disclinazioni |

Nelle transizioni di fase continue la differenza di energia tra le fasi termodinamiche diventa nulla in prossimità della transizione. Ciò implica che le regioni ordinate e disordinate fluttuano fortemente nello spazio e nel tempo. La scala di queste regioni aumenta notevolmente in prossimità delle transizioni e diverge (ossia tende a infinito) in corrispondenza della transizione stessa. A questo punto il sistema acquista caratteristiche frattali. I frattali sono caratterizzati dall'invarianza di scala: appaiono simili su una scala arbitraria o ingrandendo arbitrariamente (fisicamente ciò è vero su scale maggiori rispetto alla distanza fra gli atomi). Sull'invarianza di scala si basa la teoria del gruppo di rinormalizzazione per descrivere le transizioni di fase.
Entrambe le transizioni sono accompagnate da una rottura spontanea di simmetria. A differenza del processo di fusione in tre dimensioni, in due dimensioni la simmetria rispetto alle traslazioni e quella rispetto alle rotazioni non devono necessariamente rompersi simultaneamente, poiché due diversi tipi di difetti topologici distruggono i due tipi di ordine.

### Fattore di struttura in due dimensioni

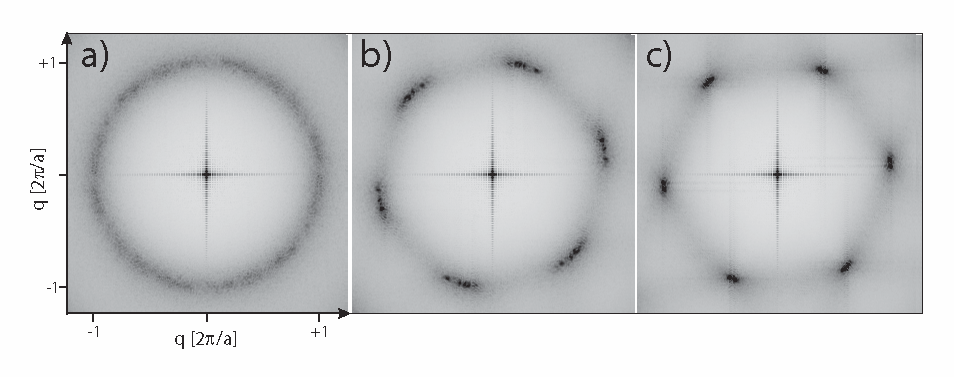
Fattore di struttura di a) un fluido isotropo, b) la fase esatica, c) un cristallo in due dimensioni.

Tutte e tre le fasi termodinamiche, con le loro corrispondenti simmetrie, possono essere visualizzate utilizzando il fattore di struttura:{\displaystyle S({\vec {q}})={\frac {1}{N}}\langle \sum _{ij}e^{-i{\vec {q}}({\vec {r}}_{i}-{\vec {r}}_{j})}\rangle .}La doppia sommatoria corre su tutte le coppie di particelle {\displaystyle i} e {\displaystyle j}, e le parentesi {\displaystyle \langle \dots \rangle } indicano una media sulle varie configurazioni. La fase isotropa è caratterizzata da anelli concentrici posti a  {\displaystyle q=2\pi /a}, dove {\displaystyle a=1/{\sqrt {\rho }}} è la distanza media delle particelle, calcolata a partire dalla densità (bidimensionale) {\displaystyle \rho } . La fase cristallina solida è caratterizzata da una sestuplice simmetria basata sull'orientamento del sistema. A differenza del caso tridimensionale, dove i picchi sono arbitrariamente sottili (descritti dalla funzione delta di Dirac {\displaystyle \delta }), nel caso bidimensionale i picchi hanno una larghezza finita descritta con una distribuzione di Lorentz. Ciò è dovuto al fatto che l'ordine posizionale (ossia la simmetria per traslazioni discrete) non è a lungo raggio, ma solo quasi-a lungo raggio, a causa del teorema di Mermin-Wagner. La fase esatica è invece caratterizzata da sei segmenti, che riflettono l'ordine orientazionale (la simmetria per rotazioni discrete) quasi a lungo raggio. I fattori di struttura mostrati a lato sono calcolati a partire da esperimenti basati su un monostrato colloidale (le croci al centro sono artefatti della trasformata di Fourier nell'analisi dei dati).

### Interazione tra le dislocazioni
Per analizzare il processo di fusione dovuta alla dissociazione delle dislocazioni, si parte dall'energia {\displaystyle H_{loc}}, funzione della distanza tra due dislocazioni. Una dislocazione isolata in due dimensioni è una distorsione locale del reticolo esagonale, costituita da una coppia di particelle vicine aventi, rispettivamente, cinque e sette vicini più prossimi, invece di sei e sei. È importante notare che, per ragioni topologiche, le dislocazioni possono essere create solo a coppie. Una coppia vincolata di dislocazioni è quindi un quartetto di particelle con una configurazione di vicini 5-7-7-5.
{\displaystyle H_{loc}=-{\frac {a^{2}Y}{8\pi }}\sum _{k\neq l}{\Big [}{\vec {b}}({\vec {r}}_{k})\cdot {\vec {b}}({\vec {r}}_{l})\ln {\frac {\Delta {\vec {r}}_{k,l}}{a}}-{\frac {[{\vec {b}}({\vec {r}}_{k})\cdot \Delta {\vec {r}}_{k,l}][{\vec {b}}({\vec {r}}_{l})\cdot \Delta {\vec {r}}_{k,l}]}{\Delta r_{i,j}^{2}}}{\Big ]}+E_{c}\cdot N_{loc}.}
La doppia sommatoria corre su tutte le coppie di difetti {\displaystyle k} ed {\displaystyle l}, con  {\displaystyle \Delta {\vec {r}}_{k,l}={\vec {r}}_{k}-{\vec {r}}_{l}} che rappresenta la distanza tra le dislocazioni. {\displaystyle {\vec {b}}({\vec {r}}_{k})} è il vettore di Burgers e denota l'orientamento della dislocazione nella posizione {\displaystyle {\vec {r}}_{k}} . Il secondo termine nella parentesi fa sì che le dislocazioni tendano a disporsi preferibilmente in modo antiparallelo, per minimizzare l'energia. Il contributo di tale termine è piccolo, e può essere trascurato in caso di grandi distanze tra i difetti. Il contributo principale all'energia deriva invece dal termine logaritmico (il primo all'interno della parentesi), che descrive come l'energia di una coppia di dislocazioni diverga all'aumentare della distanza. Poiché la distanza più piccola possibile tra due dislocazioni è data approssimativamente dalla distanza media delle particelle {\displaystyle a}, il fatto che le distanze vengano riscalate con {\displaystyle a} all'interno dell'argomento del logaritmo impedisce che il termine {\displaystyle \ln {\frac {\Delta {\vec {r}}_{k,l}}{a}}} diventi negativo. La forza dell'interazione è proporzionale al modulo di Young {\displaystyle Y} legato alla rigidità del reticolo cristallino. Per creare una dislocazione a partire da un reticolo ordinato, è necessario un piccolo spostamento su una scala inferiore alla distanza media delle particelle {\displaystyle a}. L'energia associata a questo spostamento è solitamente chiamata energia di core (traducibile come "energia di base") {\displaystyle E_{c}} e deve essere conteggiato per ciascuna delle {\displaystyle N_{loc}} dislocazioni individualmente (l'ultimo termine).
Una semplice giustificazione per il termine logaritmico dominante è che l'entità della deformazione indotta da una dislocazione isolata decade come {\displaystyle \propto {\frac {1}{r}}} rispetto alla distanza {\displaystyle r}. Utilizzando l'approssimazione di Hooke, lo stress associato è linearmente proporzionale alla deformazione. Integrando quindi la deformazione {\displaystyle \sim 1/r} si ottiene l'energia proporzionale al logaritmo. La dipendenza logaritmica dell'energia rispetto alla distanza è la ragione per cui la teoria KTHNY è una delle poche nel campo delle transizioni di fase a poter essere risolta analiticamente: in meccanica statistica si devono calcolare le funzioni di partizione, un esempio è quella legata a tutte le possibili configurazioni di coppie di dislocazioni, data dalla distribuzione di Boltzmann {\displaystyle e^{\frac {H_{loc}}{k_{B}T}}}. {\displaystyle k_{B}T} rappresenta l'energia termica, con {\displaystyle k_{B}} la costante di Boltzmann. Nella maggior parte dei problemi di meccanica statistica non si riesce a calcolare esplicitamente la funzione di partizione, a causa dell'enorme quantità di particelle e gradi di libertà. Nella teoria KTHNY invece, a causa della forma logaritmica dell'energia {\displaystyle H_{loc}} associata alle dislocazioni, la funzione di partizione può essere ricavata facilmente, essendo la funzione esponenziale (che compare nel fattore di Boltzmann) appunto l'inverso della funzione logaritmica.

#### Esempio
Se si prova a calcolare la distanza quadratica media tra due dislocazioni, considerando per semplicità solo il termine logaritmico dominante:
{\displaystyle \langle r^{2}\rangle ={\frac {\int r^{2}\cdot e^{-{\frac {Ya\ln(r/a)}{4\pi k_{B}T}}}d^{2}r}{\int e^{-{\frac {Ya\ln(r/a)}{4\pi k_{B}T}}}d^{2}r}}\sim {\frac {2-{\frac {Y\cdot a}{4\pi k_{B}T}}}{4-{\frac {Y\cdot a}{4\pi k_{B}T}}}}.}
La distanza media tende a zero ({\displaystyle \langle r^{2}\rangle \to 0}) a bassa temperatura ({\displaystyle T\rightarrow 0}): le dislocazioni si annichilano e il cristallo è privo di difetti. L'espressione invece diverge ({\displaystyle \langle r^{2}\rangle \to \infty }), se il denominatore tende a zero. Questo accade quando {\displaystyle {\frac {Y\cdot a}{4\pi k_{B}T}}=4} . Il fatto che la distanza fra due dislocazioni diverga implica che esse siano dissociate, non formando quindi una coppia legata. Il cristallo quindi fonde se diverse dislocazioni isolate vengono eccitate termicamente, con la temperatura di fusione {\displaystyle T_{m}} legata al modulo di Young {\displaystyle Y} da:
{\displaystyle {\frac {Y\cdot a}{k_{B}T_{m}}}=16\pi .}
La quantità adimensionale {\displaystyle 16\pi } è una costante universale per i processi di fusione in due dimensioni, ed è indipendente dai dettagli del sistema in esame. In questo calcolo è stata considerata solo una coppia isolata di dislocazioni, ma in generale durante il processo di fusione si genereranno molteplici dislocazioni. La deformazione associata di una dislocazione isolata verrà "schermata" e il cristallo si ammorbidirà in prossimità della transizione di fase, ossia il modulo di Young diminuirà a causa delle dislocazioni. Nella teoria di KTHNY, questo effetto delle dislocazioni sull'elasticità, e in particolare sul modulo di Young che agisce come costante di accoppiamento nella funzione energia, è descritto utilizzando il formalismo della teoria del gruppo di rinormalizzazione.

### Rinormalizzazione dell'elasticità

Se il modulo di Young raggiunge, l'elasticità scompare in modo discontinuo e il cristallo fonde.

Se un cristallo bidimensionale viene riscaldato fino a raggiungere le vicinanze della transizione di fase, le coppie di dislocazioni virtuali verranno eccitate a causa delle fluttuazioni termiche. In questo contesto virtuale significa che l'energia termica media non è abbastanza elevata da superare il doppio dell'energia di core, necessario per dissociare (ossia slegare) le coppie di dislocazioni. Tuttavia, tali coppie di dislocazioni possono comunque apparire localmente su scale temporali molto brevi a causa delle fluttuazioni termiche, prima di annichilirsi nuovamente. Nonostante scompaiano, hanno un impatto rilevabile sulle proprietà meccaniche del cristallo, ammorbidendolo. Il principio è del tutto analogo al calcolo della carica nuda dell'elettrone in elettrodinamica quantistica (QED), dove la carica dell'elettrone è schermata da coppie virtuali elettrone-positrone derivanti dalle fluttuazioni quantistiche del vuoto.
In parole povere si può dire che se il cristallo si ammorbidisce a causa della presenza di coppie virtuali di dislocazioni, la probabilità {\displaystyle y} per la creazione di ulteriori dislocazioni virtuali (detta fugacità) aumenta a sua volta, proporzionalmente al fattore di Boltzmann associato all'energia di core di una dislocazione {\displaystyle y=e^{\frac {E_{C}}{k_{B}T}}}. Se sono presenti ulteriori dislocazioni (virtuali), il cristallo diventerà ulteriormente più morbido. Se il cristallo è ulteriormente più morbido, la fugacità aumenterà ulteriormente... e così via. David Nelson assieme a Bertrand Halperin, e indipendentemente Peter Young, formularono tale concetto in modo matematicamente preciso, utilizzando la teoria del gruppo di rinormalizzazione per la fugacità e l'elasticità (ossia il modulo di Young): nei pressi della transizione di fase continua, il sistema diventa critico, ovvero diventa invariante di scala su tutte le distanze {\displaystyle \gg a}. Riscalando tutte le lunghezze di un fattore {\displaystyle l}, l'energia {\displaystyle E\to E(l)} e fugacità {\displaystyle y\to y(l)} dipenderanno da questo fattore, ma il sistema dovrà apparire identico a causa dell'invarianza di scala. In particolare la funzione energia (hamiltoniana) delle dislocazioni deve possedere una struttura invariante. L'ammorbidimento del sistema dopo una trasformazione di scala (allontanando l'immagine per visualizzare un'area più ampia si osserveranno più dislocazioni) è ora descritto da un'elasticità rinormalizzata (ridotta). La relazione di ricorsione che lega elasticità {\displaystyle Y} e fugacità {\displaystyle y} è:
{\displaystyle {\frac {dY^{-1}(l)}{dl}}={\frac {3}{2}}\pi y^{2}e^{Y(l)/8\pi }I_{0}{\Big (}Y(l)/8\pi {\Big )}-{\frac {3}{4}}\pi y^{2}e^{Y(l)/8\pi }I_{1}{\Big (}Y(l)/8\pi {\Big )},}
{\displaystyle {\frac {dy(l)}{dl}}={\Big (}2-{\frac {Y(l)}{8\pi }}{\Big )}y(l)+2\pi y^{2}e^{Y(l)/16\pi }I_{0}{\Big (}Y(l)/8\pi {\Big )}.}
{\displaystyle I_{0}} E {\displaystyle I_{1}} sono funzioni di Bessel. Relazioni di ricorsione analoghe possono essere derivate per il modulo di taglio e il modulo di bulk.  A seconda del punto di partenza, la relazione di ricorsione può svilupparsi in due direzioni differenti. {\displaystyle y\to 0} implica l'assenza di difetti, il sistema è quindi cristallino. {\displaystyle y\to \infty } invece implica un numero arbitrariamente grande di difetti, e quindi il sistema è fluido. La relazione di ricorsione ha un punto fisso in {\displaystyle y=0} con {\displaystyle E_{R}/k_{B}T=16\pi } , dove {\displaystyle E_{R}} è il valore rinormalizzato invece di quello nudo.
Nella figura viene mostrato il modulo di Young in funzione del parametro di controllo adimensionale {\displaystyle \Gamma }, che misura il rapporto tra l'energia di repulsione tra due particelle e l'energia termica (che era tenuta costante in questo esperimento), interpretabile come una pressione o temperatura inversa. La curva nera è il calcolo termodinamico per un reticolo esagonale perfetto a {\displaystyle T=0}. La curva blu deriva da simulazioni al computer e mostra una riduzione dell'elasticità a causa delle vibrazioni termiche del reticolo a {\displaystyle T>0}. La curva rossa è la rinormalizzazione dovuta alle relazioni di ricorsione, con il modulo di Young che va a zero in modo discontinuo quando raggiunge il punto {\displaystyle 16\pi }. I punti turchesi provengono da misurazioni sperimentali dell'elasticità in un monostrato colloidale e confermano il punto di fusione a {\displaystyle Y_{R}=16\pi } .

### Interazione tra le disclinazioni

Costante di Frank nella fase esatica: va a zero dopo che raggiunge il valore in corrispondenza della fusione da fluido esatico a fluido isotropico, mentre diverge in corrispondenza alla transizione allo stato solido cristallino.

In seguito alla dissociazione delle dislocazioni il sistema entra nella fase esatica, in cui l'ordine posizionale è scomparso, ma il sistema rimane invariante rispetto a rotazioni discrete con ampiezza pari a multipli di {\displaystyle 2\pi /6}, ed è quindi ancora anisotropo. Per raggiungere lo stato di fluido isotropo, le dislocazioni (coppie 5-7) devono dissociarsi in disclinazioni, costituite da particelle isolate con 5 vicini e da particelle isolate con 7 vicini. Per l'interazione fra le disclinazioni si possono utilizzare argomentazioni simili a quelle utilizzate per l'interazione fra dislocazioni. Anche in questo caso, per ragioni topologiche, le disclinazioni possono essere create solo a coppie. Considerando l'energia {\displaystyle H_{cli}}, funzione della distanza tra due disclinazioni:
{\displaystyle H_{cli}=-{\frac {F_{A}\cdot \pi }{36}}\sum _{k\neq l}s({\vec {r}}_{k})\cdot s({\vec {r}}_{l})\ln {\frac {\Delta {\vec {r}}_{k,l}}{a}}+E_{s}\cdot N_{cli}.}
Il termine logaritmico è dominante anche in questo caso. Il segno dell'interazione corrisponde ad attrazione o repulsione a seconda del valore della carica topologica (pari a {\displaystyle +1/6} nelle disclinazioni a 5 vicini e pari a {\displaystyle -1/6} nelle disclinazioni a sette vicini), in modo che le cariche di segno opposto siano attratte. La somma complessiva fornisce la resistenza contro le torsioni, in maniera analoga a come nel caso delle dislocazioni si otteneva l'elasticità (ossia la resistenza contro le deformazioni). La costante di accoppiamento in questo caso è la costante di Frank {\displaystyle F_{A}}, come descritta dalla teoria dei cristalli liquidi. {\displaystyle E_{s}} è il quantitativo discreto di energia che serve a dissociare una dislocazione in due disclinazioni libere. La distanza quadratica media tra due disclinazioni può essere calcolata nello stesso modo delle dislocazioni, con un differente prefattore. In questo caso la divergenza si verifica a {\displaystyle {\frac {F_{A}\cdot \pi }{36}}=4} . Il sistema fonde dalla fase esatica al liquido isotropico in presenza di disclinazioni libere. La temperatura di transizione {\displaystyle T_{i}} corrisponde è legata alla costante di Frank come:
{\displaystyle {\frac {F_{A}}{k_{B}T_{i}}}=72/\pi .}
{\displaystyle 72/\pi } è un'altra costante universale. La figura a lato mostra le misurazioni sperimentali della rigidità orientazionale in un monostrato colloidale; la costante di Frank va a zero dopo che raggiunge questa costante universale a {\displaystyle T_{i}}.

### Esponenti critici e verifica sperimentale
Nelle transizioni di fase del secondo ordine il sistema è caratterizzato da regioni ordinate e disordinate, la cui scala è data dalla lunghezza di correlazione {\displaystyle \xi }. In corrispondenza della transizione, solitamente la lunghezza di correlazione diverge in modo algebrico:
{\displaystyle \xi =\xi _{0}{\Big (}{\frac {T-T_{c}}{T_{c}}}{\Big )}^{-\nu }},
dove {\displaystyle T_{c}} è la temperatura di transizione e {\displaystyle \nu } è un esponente critico, la cui misura sperimentale permette di comprendere il grado di validità della teoria. Una peculiarità delle transizioni di Kosterlitz-Thouless è che in due dimensioni, sia la lunghezza di correlazione posizionale che quella orientazionale divergono esponenzialmente:
{\displaystyle \xi =\xi _{0}\cdot e^{{\Big (}{\frac {T-T_{c}}{T_{c}}}{\Big )}^{-\nu }}.}
L'esponente critico assume il valore {\displaystyle {\bar {\nu }}=0{,}36963\dots } per la divergenza della lunghezza di correlazione posizionale alla transizione cristallo-liquido esatico. Dai calcoli di Nelson e Halperin anche la costante di Frank diverge esponenzialmente con esponente {\displaystyle {\bar {\nu }}} a {\displaystyle T_{m}}. La curva rossa mostra il fit dei dati sperimentali in corrispondenza del punto critico; l'esponente critico misurato è pari a {\displaystyle {\bar {\nu }}=0{,}35\pm 0{,}02}. Questo valore è quindi compatibile con la previsione della teoria di KTHNY entro l'incertezza sperimentale.
La teoria prevede anche la divergenza della lunghezza di correlazione orientazionale alla transizione fluido esatico-fluido isotropo con un esponente {\displaystyle \nu =0{,}5} . Questo valore razionale è compatibile con le previsioni della teoria di campo medio, implicando la rinormalizzazione della costante di Frank non è necessaria. La crescente schermatura della rigidità orientazionale dovuta alle disclinazioni è considerata nell'effetto delle dislocazioni, che sono ormai abbondanti a {\displaystyle T_{i}} . Dagli esperimenti si è trovato un esponente critico pari a {\displaystyle \nu =0{,}50\pm 0{,}03}. La teoria KTHNY è stata testata in esperimenti e in simulazioni al computer. Nel caso di particelle con interazione sufficientemente a corto raggio (dischi rigidi), le simulazioni prevedono uno scenario in cui la transizione solido-esatico è continua (come in KTHNY), ma quella esatico-liquido è di primo ordine, diversamente dalle previsioni della teoria KTHNY.